# Parepistenia miripes
Parepistenia miripes är en stekelart som först beskrevs av Girault 1922.  Parepistenia miripes ingår i släktet Parepistenia och familjen puppglanssteklar. Inga underarter finns listade i Catalogue of Life.